# Staphylocoque doré
Staphylococcus aureus
Espèce
Le staphylocoque doré (Staphylococcus aureus) est l'espèce la plus pathogène du genre Staphylococcus. Elle est responsable d'intoxications alimentaires, d'infections localisées suppurées et, dans certains cas extrêmes, d'infections potentiellement mortelles (patient immunodéprimé, prothèses cardiaques). S. aureus se présente comme une coque en amas (grappes de raisin), Gram positif et catalase positif. Sa teneur en caroténoïdes lui confère une couleur dorée à l'origine de son nom.

## Écologie

### Habitat
L'espèce S. aureus est commensale de l'homme (elle est présente chez 15 à 30 % des individus dits porteurs sains chez qui elle a un rôle de protection écologique) et se révèle pathogène opportuniste dans certains emplacements ou dans certaines circonstances.
C'est un germe :
- ubiquitaire[4] : S. aureus possède une bonne résistance aux mécanismes d'épuration naturels (oxydation, dessiccation, ce qui explique sa transmission directe mais aussi indirecte) ;
- commensal : S. aureus est retrouvé chez environ 27 % des individus sains au niveau des fosses nasales, et en moindre quantité sur la peau et les autres muqueuses[5]. Il est également retrouvé en faible quantité dans le tube digestif et souvent au niveau du périnée. À partir du rhinopharynx, la bactérie est disséminée sur la peau du visage et des mains par aérosols ; Il est retrouvé dans les lésions eczémateuses sévères[6],[7] ;
- pathogène : S. aureus possède une pathogénicité notamment liée à un pouvoir invasif élevé : il peut se multiplier et se disséminer rapidement dans l'organisme (voir sepsis), et a un pouvoir toxique : il peut, plus ou moins selon les souches, sécréter plusieurs toxines ayant à la fois des propriétés toxiques et antigéniques chez l'hôte (ex : leucocidine de Panton-Valentine qui est l'un des facteurs de virulence de Staphylococcus aureus)[8] ;
- halophile : S. aureus supporte les concentrations en sel assez élevées et n'est donc pas empêché de se développer dans les aliments mal préparés et mal conservés, mais prolifère encore plus facilement dans ceux d'origine animale (et où le sel est utilisé autant comme un exhausteur de goût, que comme un agent conservateur contre les invasions par d’autres micro-organismes parasitaires, ubiquitaires ou opportunistes chez les animaux entrant dans la composition de ces aliments) ;
- aéro-anaérobie facultatif : S. aureus prolifère plus facilement dans des aliments non placés à l'abri de l’air (leur conservation sous vide ou en conserve en réduit la prolifération, à l’ouverture des emballages cela permet à nouveau leur multiplication rapide ; les aliments hachés riches en air, même bien emballés, favorisent leur développement plus rapide) ;
- thermosensible : S. aureus prolifère plus facilement aux températures ambiantes mais est seulement ralenti par l'action du froid qui ne le tue pas (même en cas de surgélation[9]) ; il est efficacement tué par les hautes températures (une minute à 78 °C et dix minutes à 64 °C[10]). L'appertisation en bocaux et conserves des aliments est efficace pour limiter sa prolifération, et leur cuisson à température suffisante limite leur recolonisation avant leur digestion ;
- mutant : le S. aureus possède une grande capacité à générer des mutations viables ; de ce fait, il partage avec le bacille pyocyanique le premier rôle dans les infections hospitalières.

### Pouvoir pathogène
Son pouvoir pathogène résulte de plusieurs sécrétions particulières :
- des enzymes : coagulase, fibrinolysine (en), phosphatase, hyaluronidase, désoxyribonucléase, protéase, qui, du fait des lésions qu'elles provoquent sur les barrières de l'organisme (les tissus), lui confèrent son pouvoir invasif ;
- des toxines : entérotoxines (chez certaines souches), staphylolysines et leucocidines lui confèrent son pouvoir toxique. Leur nombre et leurs types sont cependant inconstants, expliquant que certaines souches peuvent être peu pathogènes. En outre, les souches antibiorésistantes sécrètent souvent une toxine soluble, la leucocidine de Panton-Valentine qui peut fortement aggraver l'infection en attaquant le système immunitaire (cette toxine, codée par les gènes d'un bactériophage lysogénéisé, c'est-à-dire intégré dans le chromosome bactérien (prophage) lyse les leucocytes)[11].

### Divers types d'infections

#### Infections localisées suppurées

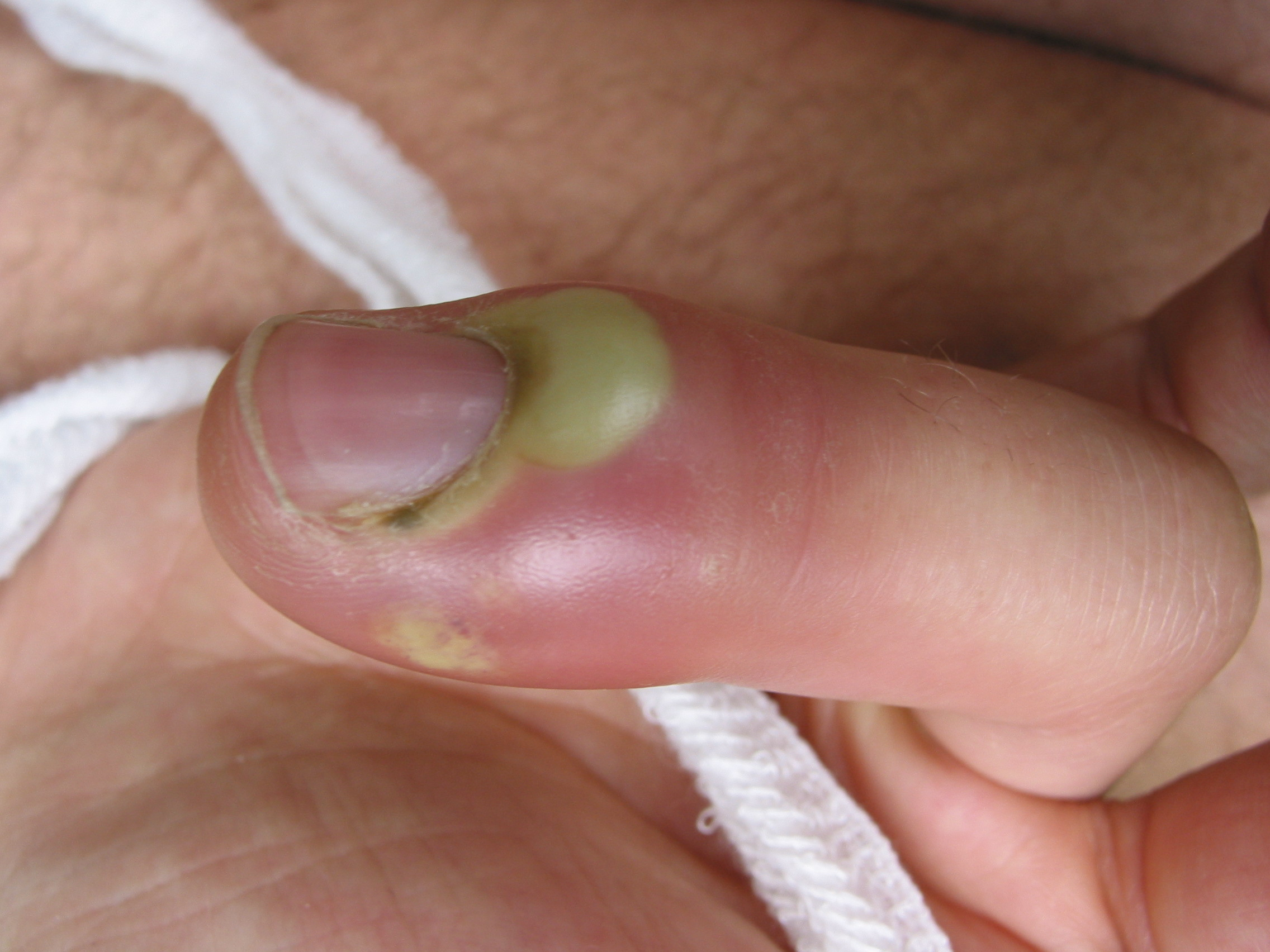
Forme typique d'un panaris à S. aureus.

Certains constituants de S. aureus exercent un chimiotactisme sur les leucocytes, mais les enzymes sécrétées par la bactérie vont détruire les leucocytes et créer, dans la structure du derme et des muqueuses, des lésions visibles qui favorisent une multiplication et une diffusion dans l'organisme à partir de ces poches qui les protègent des réactions immunitaires du corps.
Les infections cutanées de S. aureus s'accompagnent donc d'une production abondante et localisée de pus résultant de la destruction des cellules phagocytaires et des cellules environnantes.
Tout ceci peut se traduire par :
- des infections cutanées suppuratives c'est-à-dire avec production de pus (formes les plus fréquentes) : furoncles, anthrax (voir dermatologie, rien à voir avec la maladie du charbon due à Bacillus anthracis.), panaris, folliculite, sycosis (en association avec un trichophyton), cellulite, érysipèle, suppurations de plaies, pemphigus néonatal, impétigo (en association avec des streptocoques), mammites (chez la vache) ;
- des myosites aiguës (surtout en région tropicale) ;
- des otites et sinusites (remarque : S. aureus n'est pas le principal germe responsable de ces pathologies.) ;
- des infections de différents viscères : infections de l'appareil respiratoire : pneumonies (surtout comme complications de grippe), endocardite infectieuse (en particulier chez les patients porteurs de prothèses cardiaques), infections urinaires, phlébites, et même parfois vaginal (si la flore est perturbée) certains types d'entérite, méningites (même remarque que pour otites et sinusites) ;
- infection des os : ostéomyélites (S.aureus est reconnu responsable dans 90 % des cas) ;
- infections articulaires (arthrites)[12].

#### Infections généralisées
Si un patient n'est pas traité suffisamment tôt, et notamment s'il est immunodéprimé, il peut développer une septicémie, c'est-à-dire une entrée et une multiplication de la bactérie dans la circulation sanguine.
Dans ce cas il doit être traité au plus vite à de fortes doses d'antibiotiques en milieu hospitalier sous la surveillance continue de professionnels de la santé. La septicémie est une infection grave qui peut être mortelle.
On a récemment (2020) confirmé que les souches antibiorésistantes, ont plus souvent un gène codant la toxine PVL (Leucocidine de Panton-Valentine) est, « associée à un risque accru de développer une septicémie ».

#### Intoxications alimentaires

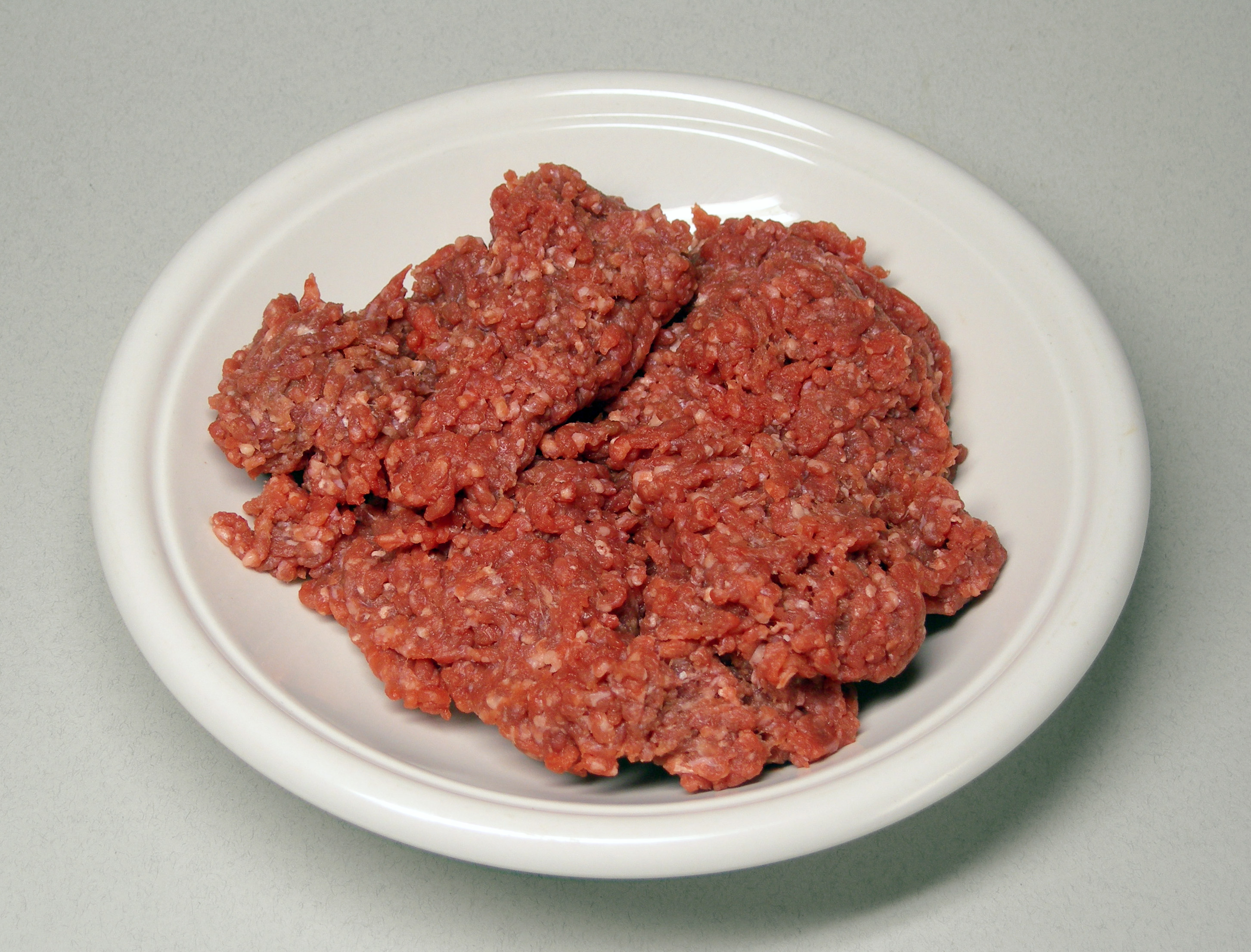
La conservation de la viande tranchée dans des lieux non réfrigérés comporte un risque important de toxi-infection. Il en va de même pour les sandwichs, salades, pâtisseries

Les intoxications alimentaires sont dues à une entérotoxine produite dans l’aliment ingéré, souvent des aliments à risque de contamination comme la viande, crème glacée, etc. La toxine est responsable de troubles importants de la digestion. Ceux-ci se manifestant en deux à quatre heures après ingestion de la toxine par de violents vomissements incessants et très épuisants accompagnés le plus généralement par des nausées (on constate que l'individu infecté a très souvent la sensation de mal-être généralisé causé par des symptômes très désagréables), diarrhées et maux de tête, rarement de fièvres. Mais l’intoxication à S. aureus n’est en général pas mortelle pour un individu en bonne santé et bien nourri. Elle guérit presque spontanément dans les 24 heures suivant l’apparition des symptômes.
En bactériologie alimentaire, l’apparition d’une intoxication à S. aureus suppose plusieurs conditions :
- la contamination de l’aliment : elle est presque exclusivement due à une mauvaise manipulation de l’aliment par des porteurs sains (ou plus rarement par des individus en incubation car les symptômes apparaissent vite) ne respectant pas les exigences d’hygiène ;
- une mauvaise conservation : certains aliments dits sensibles contiennent une quantité négligeable de S. aureus mais une mauvaise conservation comme une décongélation-recongélation ou exposition prolongée à une température ambiante favorise la multiplication des micro-organismes ;
- présence d’une entérotoxine dans l’aliment : certaines souches de S. aureus sont capables de sécréter une entérotoxine qui, à elle seule, même en absence de corps végétatifs (bactérie vivante), peut provoquer une intoxication alimentaire, car les entérotoxines sont dites thermostables et résistent à de hautes températures de traitement, au-delà de ce que peut supporter la bactérie elle-même, sans être dénaturées.

#### Infection due à une toxine
Une des toxines sécrétées par S. aureus, TSST-1, peut déclencher le syndrome du choc toxique, en particulier à la suite de l'utilisation d'un tampon hygiénique.

## Caractères bactériologiques

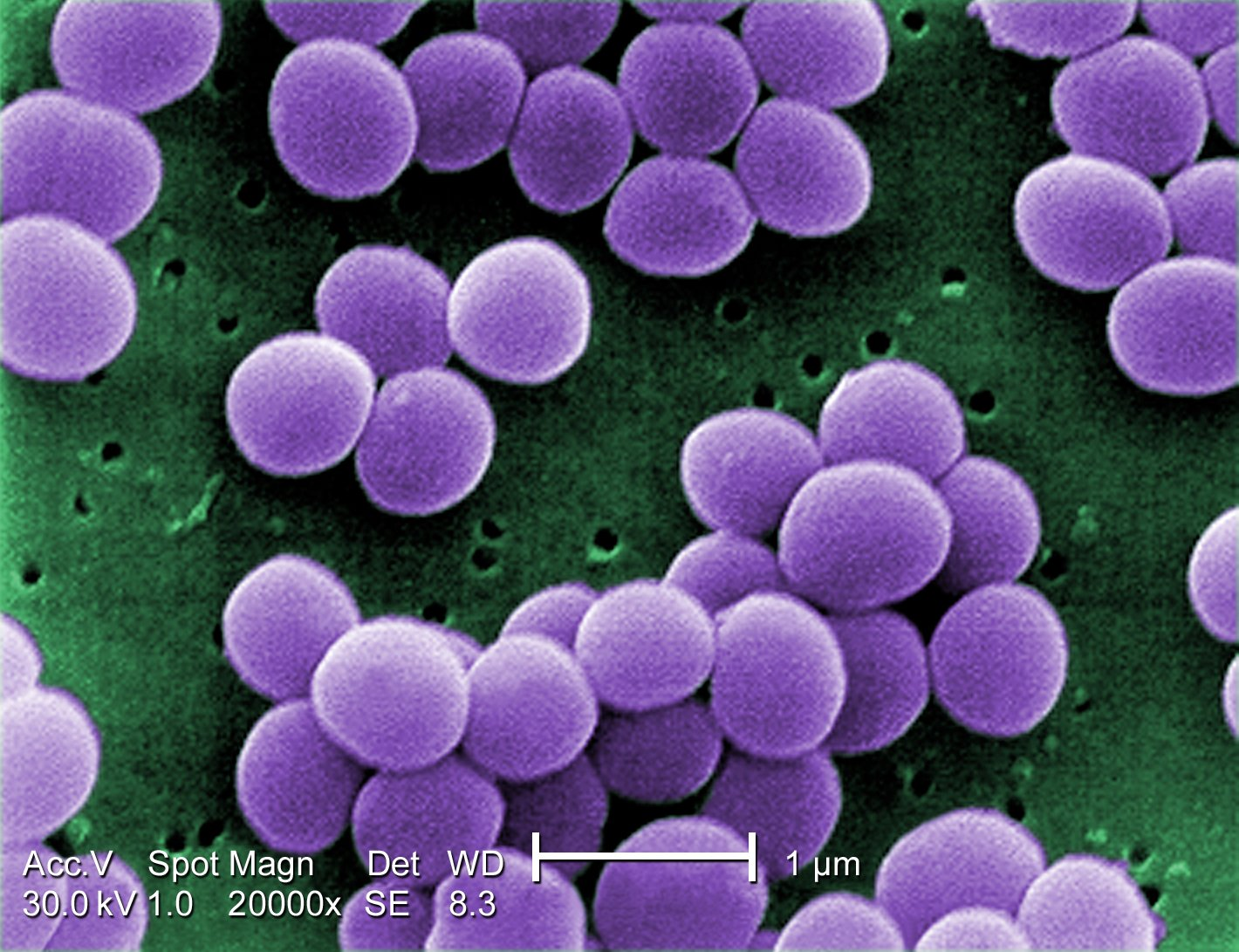
En fausses couleurs et sous un très fort grossissement (x20.000), cette micrographie électronique à balayage (SEM) montre une colonie de bactérie Staphylococcus aureus (souche issue d'une culture antibiorésistante à la vancomycine, dite VISA)

### Morphologie microscopique

#### Aspect
Ce sont des coques Gram + arrondis d’environ 1 µm de diamètre, immobiles, dépourvus de spores, ils possèdent une capsule polysaccharide.

#### Groupement
Ils apparaissent le plus souvent en amas dit « grappes de raisin ». Cependant ils peuvent également être isolés, par paires ou en très courte chaîne.

### Aspect des colonies
Les S. aureus forment en aérobiose des colonies crémeuses, pigmentées (typiquement jaune d’or), qui tournent autour de 4 mm de diamètre et opaques.

### Culture

#### Condition de culture
S. aureus est une bactérie anaérobie facultative préférentielle, et se développe bien sur les milieux minimum (milieux de bases). C'est une bactérie mésophile (37 °C de croissance optimale), neutrophile (pH 7 optimal) et halophile (se développe à de fortes concentrations de NaCl). Elle est aussi relativement résistante aux inhibiteurs bactériens comme le cristal violet et le tellurite de potassium. S. aureus possède aussi de nombreuses résistances aux antibiotiques qui varient selon les souches.

#### Milieux d'isolement utilisés

##### Milieu non sélectif
- Gélose nutritive,
- Gélose Trypticase soja,
- Gélose BCP (BromoCrésol Pourpre, on peut y ajouter du lactose),
- Gélose CLED (Bleu de Bromothymol, possibilité de lire le caractère lactose et faire une lecture macroscopique).

##### Milieu sélectif
- Gélose Chapman,
- Gélose Baird Parker,
- milieu RAPID'Staph.

### Caractères biochimiques deS. aureus

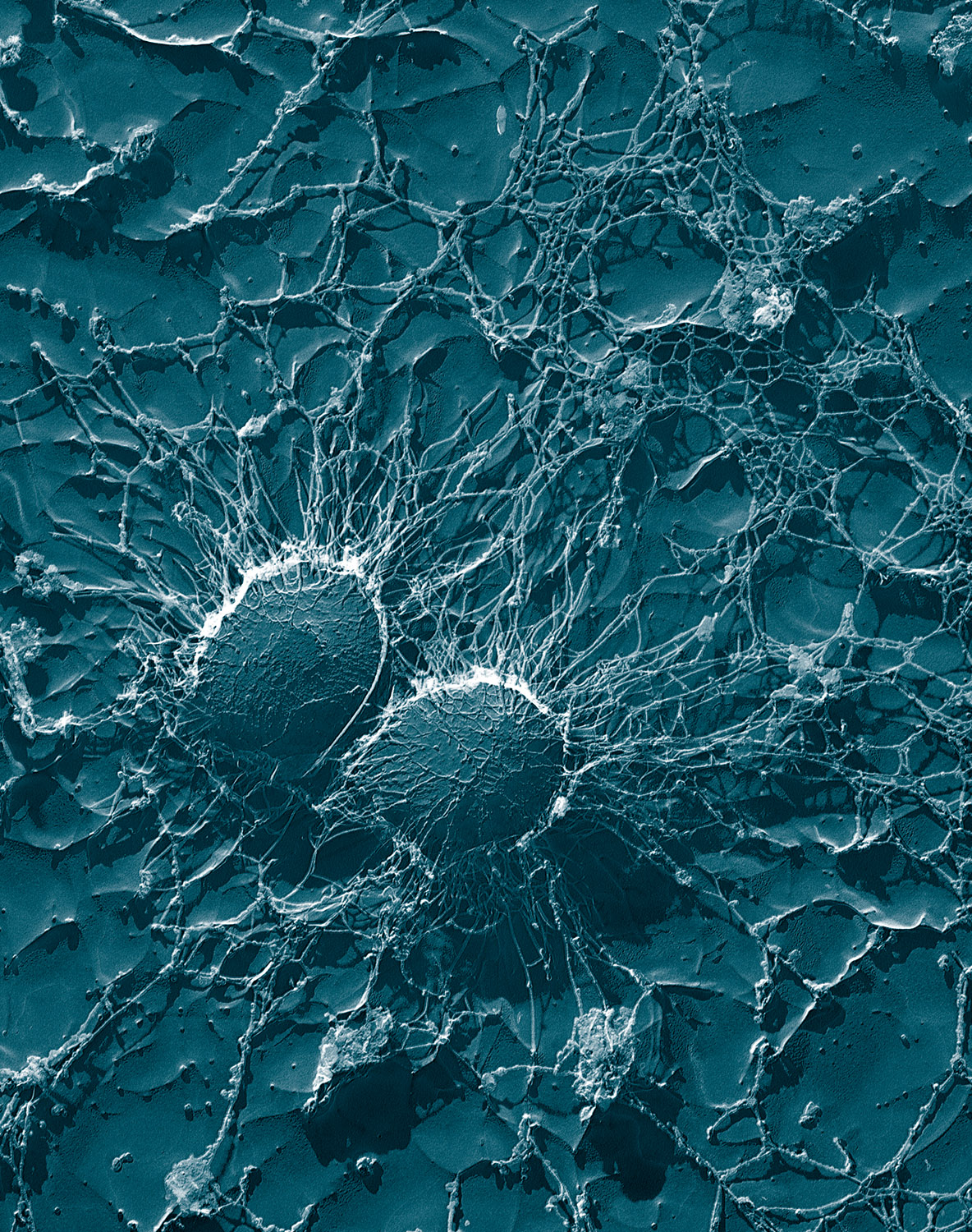
G X50 000 (MET technique par cryofracture)
S.aureus formant une capsule de fibrine qui le protège du système immunitaire d’une vache.

S. aureus possède les caractéristiques du genre Staphylococcus :
- il possède une catalase (qui va décomposer l’eau oxygénée H2O2) à la différence des streptocoques qui n’en possèdent pas, de même que les aérocoques (germes non pathogènes mais qui peuvent poser un problème pour le diagnostic différentiel des S. aureus) ;
- absence d’une oxydase ;
- il fermente le glucose sans gaz, de même que les streptocoques et les aérocoques.

Mais S. aureus possède bien d’autres caractéristiques biochimiques, propres à l’espèce, notamment :
- présence d’une coagulase libre ou staphylocoagulase ;
- récepteur au fibrinogène (RF) ;
- protéine A ;
- thermonucléase ou DNAse thermostable ;
- dégrade le mannitol sur la gélose Chapman.

La coagulase libre ou « staphylocoagulase » est une exoenzyme capable de coaguler le plasma sanguin humain en catalysant la transformation du fibrinogène en fibrine (voir coagulation), ce qui lui permet de créer un caillot qui délimite un foyer infectieux où les germes sont à l’abri du système immunitaire et peuvent se multiplier pour coloniser le reste de l’organisme par voie sanguine.
Plus d'une centaine d'ARN régulateurs répriment l'expression de certains gènes, déjouant ainsi certaines défenses immunitaires de l'organisme infecté. Cette molécule d'ARN pourrait constituer un marqueur précoce d'infections à staphylocoque.
La thermonucléase est une enzyme de catalyse des acides désoxyribonucléiques (ADN) en polynucléotides et nucléotides.
Elle est mise en évidence par l’utilisation d’une gélose DNA au bleu de toluidine.
Le récepteur au fibrinogène permet au S. aureus de s’agglutiner sur le fibrinogène plasmatique pour se créer une protection de fibrine et devenir invisible au système immunitaire.
La protéine A est une protéine membranaire caractéristique de S. aureus. Elle se fixe aux anticorps par leur fraction Fc. Cette protéine est recherchée par agglutination avec des anticorps pour l’identification de S. aureus, ce n’est pas un sérotypage.
Enfin on recherche aussi l’utilisation de nombreux oses, osides et alcools pour l’identification de S. aureus en utilisant notamment des microgaleries types API staph ou en macrogalerie équivalente.

### Diagnostic différentiel entre staphylocoque pathogène ou non

#### Critères d’orientation

##### Examen microscopique
En principe, le S. aureus est plus petit que le S. albus, cependant :
- la différence est assez subtile surtout si l’on n’a pas de comparaison possible ;
- cette différence n’est valable que si le germe a poussé sur une culture solide lors de la période de contamination.

##### Pigmentation de la colonie
- S. pyogenes (aureus) : jaune doré spongieux ;
- S. epidermidis : jaune blanc fin.

Cette différence a peu de valeur car elle est difficile à voir surtout si la culture est jeune et, de plus, il existe des exceptions.
On peut exalter la coloration en ajoutant du lactose au milieu de culture (les milieux contenant du lactose donnent de meilleures pigmentations : ainsi le S. aureus est beaucoup plus jaune) ; de même, une température inférieure à 37 °C favorise également la pigmentation. Cependant ces deux facteurs favorisants ne sont pas exploités en routine.

#### Critères principaux: coagulase - phosphatase - DNase
- Le S. aureus possède en principe ces 3 facteurs à la fois.
- Le S. albus possède rarement une phosphatase ou une DNase et, en tout cas, ne possède jamais les deux à la fois. De plus, il n'a jamais de coagulase.

En principe, la coagulase est un critère nécessaire et suffisant en soi : en présence de coagulase positive, il s’agit d’un S. aureus donc pathogène ; cependant si la coagulase est négative, il ne s’agit pas nécessairement d’un S. non pathogène car un petit nombre de S. pathogènes (aureus) peuvent avoir perdu leur coagulase. Si bien que si la coagulase est négative, on recherchera la phosphatase et la DNase : si les 2 enzymes sont présentes en même temps, il s’agit bien d’un S. aureus. N.B. : les S. blancs entérotoxigènes possèdent une phosphatase (c’est important pour la bactériologie alimentaire).
Remarque sur la coagulase : la coagulase représente un double facteur, elle peut donc être recherchée par deux techniques différentes. Il y a la coagulase libre, qui est la « vraie » coagulase, et la coagulase liée (ou clumping factor) adhérent au corps microbien. La coagulase sécrétée (vraie) doit se rechercher en tube : sa recherche demande donc beaucoup plus de temps et de précautions que celle du clumping factor qui se recherche par un test sur lame qui, s’il est positif, doit donner de gros agglutinats en quelques secondes (une agglutination après quelques minutes peut provenir d’une autre chose que la coagulase, ne pas en tenir compte).
Les laboratoires de bactériologie ont tendance à réaliser deux tests en association pour limiter le nombre de faux négatifs. Ainsi on procède souvent à la réalisation d’un test d’agglutination pour recherche de la protéine A et du récepteur au fibrinogène RF (5 % de faux négatifs) et d'un test « coagulase » avec du plasma de lapin.

## Traitement

### Antibiotiques
Staphylococcus aureus est souvent associé aux germes multirésistants aux antibiotiques. En réalité, cela concerne seulement certaines souches et non directement l’espèce S.aureus. Malheureusement, du fait de leur caractère multirésistant et de l’usage massif d’antibiotiques, ces souches ont été artificiellement sélectionnées par l’homme et finissent par prédominer sur les autres.
Le milieu hospitalier est l’endroit idéal pour cette sélection non désirée et S. aureus est responsable de nombreuses infections nosocomiales.
Certaines souches multirésistantes sont devenues très problématiques ; parmi celles-ci :
- le SARM (Staphylococcus aureus résistant à la méticilline) qui est devenu (en France) l’une des souches multirésistantes les plus répandues en milieu hospitalier, les béta-lactamines sont inefficaces sur lui : les concentrations minimales inhibitrices ayant largement dépassé le seuil toxique ;
- mais aussi, et plus récemment, le SARV : souche de Staphylococcus aureus résistant à la vancomycine.

Fin 2016, des chercheurs belges montrent que la caspofungine, une substance utilisée contre les infections fongiques, augmentait considérablement l'efficacité des fluoroquinolones vis-à-vis des biofilms à Staphylocoque doré.
Fin 2023, des chercheurs chinois ont montré que l'antibiotique ciprofloxacine favorisait la formation de biofilm par SARM à travers le régulateur AgrC.

### Phagothérapie
La phagothérapie a été expérimentée pour combattre S. aureus chez l'animal,. Une étude menée fin 2017 au Japon sur les Staphylococcus aureus bovins a montré que les phages SA012 et SA039 ont une grande efficacité : ces phages détruisent toutes les souches de S. aureus testées (93 souches de 40 génotypes différents) et de SARM (6 génotypes différents).
Le traitement des staphylocoques dorés par phagothérapie est commun en Russie, en Ukraine et en Géorgie depuis la Seconde Guerre Mondiale. Le médicament existe sous forme liquide ou en pulvérisateur, disponible sans ordonnance en pharmacie. On y trouve des cocktails bactériophagiques contenant exclusivement des bactériophages spécifiques aux staphylocoques, y compris dorés, et des cocktails contenant plus largement des phages spécifiques à un type de pathologie, et incluant des phages contre S. aureus,.
Des recherches sont en cours dans les pays occidentaux et en Chine pour développer des bactériophagiques efficaces contre les staphylocoques dorés,.
En France la phagothérapie ne peut être utilisée que dans les cas les plus graves, avec des phages produits en France et dans le cadre dit compassionnel défini par l'ANSM. Les Hospices Civils de Lyon les utilisent dans les cas les plus difficiles d'infections ostéo-articulaires par S. aureus,. Des associations de patients se sont montées pour faciliter l'accès aux bactériophagiques étrangers,,,.

### Autres
Il n'existe pas de vaccin efficace. Un vaccin ciblant une protéine de surface du staphylocoque est en cours de test : il entraîne la formation d'anticorps spécifiques mais ne parvient pas à prévenir les infections staphylococciques postopératoires, rendant même ces dernières plus graves.
Plusieurs études ont montré que des bactéries, parmi lesquelles Staphylococcus aureus, étaient dégradées quand elles étaient mises en contact avec de l’huile essentielle (HE) d’arbre à thé (tea tree),,, notamment au niveau de la membrane de la bactérie. Le thymol, le carvacrol, des composants actifs d’huiles essentielles, semblent perturber les pompes transmembranaires bactériennes ou induire l'apparition de septums au sein des bactéries, stades précurseurs à leur mort.
L'absorption de thé ou de café réduit le portage nasal de S. aureus, inclus les S. aureus résistant à la méticilline (SARM) : la consommation de thé chaud réduit, dans cette étude, de moitié le portage de SARM par rapport aux non-consommateurs (odds ratio 0,47, IC 95 % 0,31-0,71). Les résultats sont comparables avec le café ou pour la consommation des deux produits.
L'asticothérapie, bien que marginalisée, peut également être utilisée comme traitement.